# Ofir Libstein
Ofir Libstein (en hébreu : אופיר ליבשטיין) (1973 - 7 octobre 2023) est un homme politique israélien. Il est chef du conseil régional de Sha'ar HaNegev de 2018 à 2023. Libstein est tué lors de la guerre à Gaza le 7 octobre 2023.

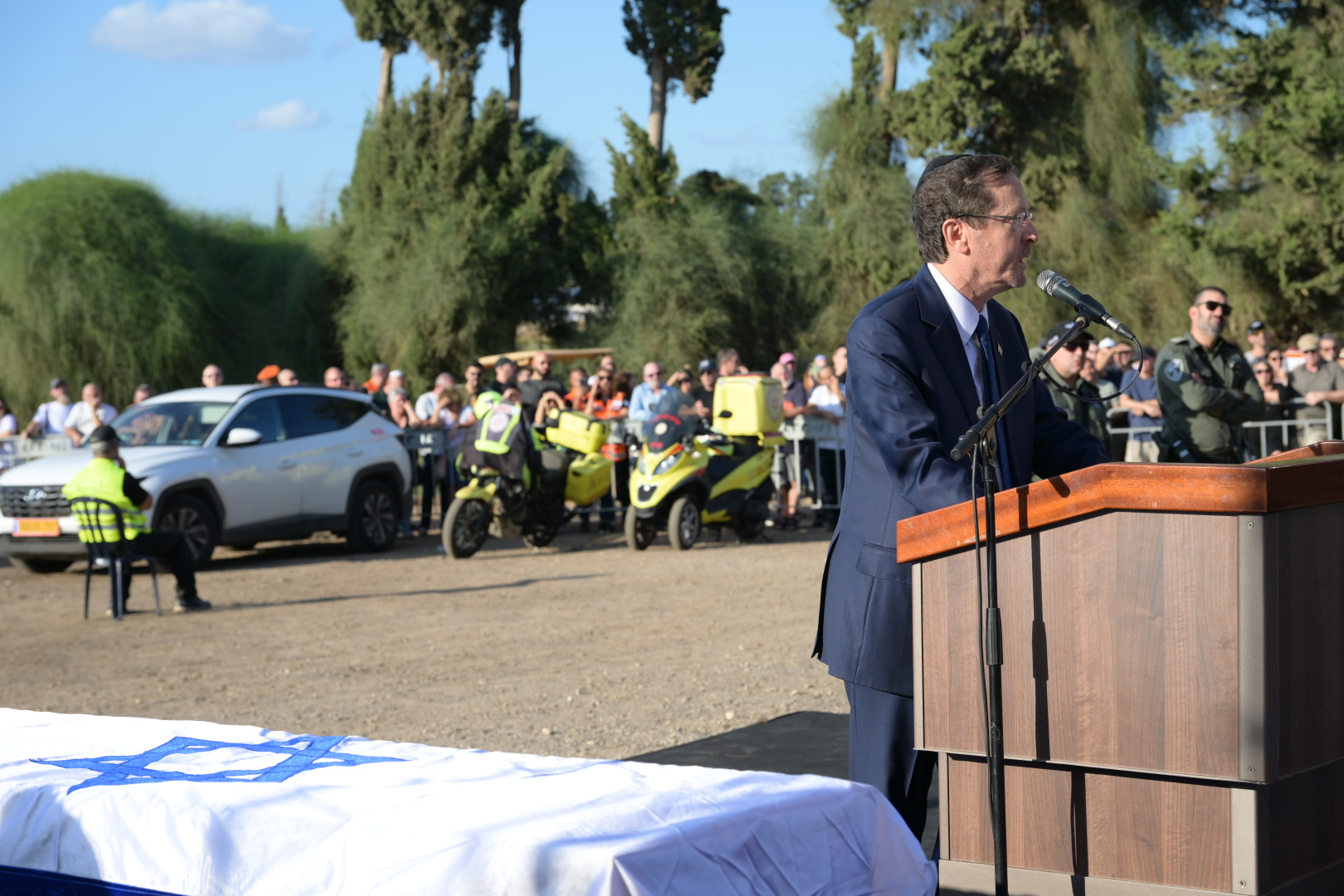
Le président Herzog prononce l'éloge funèbre lors des funérailles d'Ofir Liebstein, le 18 octobre 2023

## Biographie
Libstein nait à Eilat, où ses parents vivent en raison du service militaire de son père. À l’âge de 4 ans, ses parents retournent à Kfar-Netter, où ils vivaient auparavant. Il retourne finalement à Kfar Aza. Libstein étudie au village d'enfants WIZO Canada. Il sert dans l'Armée israëlienne en tant que médecin et instructeur dans le corps médical. Il participe à la création de sites de commerce électronique.
En 2017, Libstein est nommé chef de l'Union industrielle des kibboutzim et a pour objectif de créer davantage d'industrie informatique dans les kibboutzim. Libstein est chef du conseil régional de Sha'ar HaNegev en 2018, battant Nira Shpak avec une majorité de 68,31 %. Il est également président de Habonim Dror, un mouvement de jeunesse sioniste.

## Vie privée et mort
Libstein est marié à Vered et a quatre enfants.
Le 7 octobre 2023, Libstein est tué lors d'un échange de tirs avec des membres du Hamas entrés depuis la bande de Gaza,. Son fils Nitzan, 19 ans, est également tué ce jour-là lors du massacre de Kfar Aza et est considéré comme porté disparu jusqu'à ce que son corps soit retrouvé 12 jours plus tard.